# 兰辛 (艾奥瓦州)
兰辛（Lansing），美国艾奥瓦州阿勒马基县城市。总面积3.06平方公里，其中陆地面积为2.8平方公里，水域面积为0.26平方公里。根据2010年美国人口普查数据，该地人口为999人。